# Samen kunnen we Europa aan
Samen kunnen we Europa aan is een lied van de Nederlandse zanger André Hazes. Het werd in 1992 als single uitgebracht.

## Achtergrond
Samen kunnen we Europa aan is geschreven door André Hazes, Elmer Veerhoff, Aart Mol, Erwin van Prehn, Cees Bergman en Geertjan Hessing en geproduceerd door John van de Ven en Jacques Verburgt. Het is een voetballied dat past in het genre levenspop. In het lied blikt Hazes terug op het oranjegevoel tijdens het EK voetbal 1988 en zingt hij erover hoe het Nederlands Elftal vier jaar later opnieuw kampioen kan worden. Op de B-kant van de single staat Wij houden van Oranje, de grote voetbalhit van Hazes van vier jaar eerder. 

## Hitnoteringen
De zanger had succes met het lied in de hitlijsten van Nederland.  Het piekte op de viertiende plaats van de Nationale Top 100 en stond twaalf weken in deze hitlijst. Het kwam tot de negentiende positie van de Nationale Hitparade en was hier zeven weken in te vinden.